# Oxytropis coerulea
Oxytropis coerulea är en ärtväxtart som först beskrevs av Pall., och fick sitt nu gällande namn av Dc. Oxytropis coerulea ingår i släktet klovedlar, och familjen ärtväxter. Utöver nominatformen finns också underarten O. c. monticola.